# ماریانو دی وایو
ماریانو دی وایو (ایتالیایی: Mariano Di Vaio؛ زادهٔ ۹ مهٔ ۱۹۸۹) مانکن و وبلاگ‌نویس اهل ایتالیا است.